# Ник Винтер
Ентони Вилијам „Ник“ Винтер (енгл. Nick Winter; Броклесби, 25. август 1894 — Пејџвуд, 6. мај 1955) је био аустралијски атлетичар, који је рођен у Броклесбију, Нови Јужни Велс. Наступао је за Аустралију на Олимпијским играма 1924. у Паризу, где је освојио златну медаљу у троскоку, поставивши светски рекорд скоком од 15,525 м.
После посебних припрема, 1928. је укључен у тим за Олимпијским игре у Амдтердаму, али се није квалификовао за финале троскока. У јануару 1930. је победио у троскоку на националном шампионату у Сиднеју са само 14,4 м, а 1932. је заузео друго место након чега је завршио каријеру. Као тежак алкохоличар преминуо је од тровања карбон моноксидом у свом дому у Пејџвуду 6. маја 1955.